# Серебристая белая котинга
Серебристая белая котинга (лат. Carpodectes hopkei) — вид птиц рода белые котинги семейства котинговых. Подвидов не выделяют. Распространены от юго-востока Панамы до северо-запада Эквадора.

## Описание
Длина взрослой особи — от 23 до 25 см. Самец чисто белый, наружные первостепенные маховые перья с узкими чёрными кончиками, у молодых особей чёрные кончики центральных рулевых перьев. Радужная оболочка тёмно-красная, клюв чёрный. Самка выглядит совсем иначе, у неё голова и верхняя часть тела буровато-серые, а крылья и хвост коричневато-чёрные. Горло и грудь бледно-серые, брюхо белое.